# Pinarocorys erythropygia
La alondra colirrufa (Pinarocorys erythropygia) es una especie de ave paseriforme de la familia Alaudidae propia de África.

## Distribución y hábitat
La alondra colirrufa se extiende por el Sahel y regiones aledañas, distribuida por Benín, Burkina Faso, Camerún, Chad, Costa de Marfil, Gambia, Ghana, Guinea, Liberia, Malí, Níger, Nigeria, República Centroafricana, República democrática del Congo, Sierra Leona, Sudán del Sur, Togo y Uganda. Su hábitat natural es la sabana seca.